# Embedsmisbrug
Embedsmisbrug er en lovovertrædelse hvor en person misbruger eller udnytter sit (offentlige) embede, fx til at tvinge andre til ulovlige handlinger.